# Powiat kamieński
Powiat kamieński är ett distrikt (powiat) i Västpommerns vojvodskap i nordvästra Polen, med 48 131 invånare (2012). Huvudort är staden Kamień Pomorski.

## Geografi
Distriktet gränsar i norr till Östersjön, i öster till Powiat gryficki, i söder till Powiat goleniowski och i väster till Oderlagunen och staden Świnoujście. Distriktet består av en större fastlandsdel i öster och en del på ön Wolin, vilka skiljs åt av sundet Dziwna. Till distriktet hör också den mindre ön Chrząszczewo strax väster om Kamień.

## Administrativ indelning
Distriktet indelas i sex kommuner, varav fem är stads- och landskommuner och en är landskommun.

Kommunindelning

### Stads- och landskommuner
- Dziwnów
- Golczewo
- Kamień Pomorski (huvudort)
- Międzyzdroje
- Wolin

### Landskommuner
- Świerzno